# Eye (czasopismo)
Eye – naukowe czasopismo okulistyczne o zasięgu międzynarodowym; wydawane w Wielkiej Brytanii od 1987. Oficjalny organ brytyjskiego The Royal College of Ophthalmologists.
W wersji drukowanej czasopismo ukazuje się co miesiąc. Wydawcą jest koncern wydawniczy Nature Publishing Group. Czasopismo jest recenzowane i zorientowane na publikowanie prac klinicznych oraz laboratoryjnych adresowanych do okulistów, w celu informowania o najnowszych badaniach i standardach w okulistyce klinicznej. 
Początek czasopisma wiąże się ze spotkaniem Ophthalmological Societies of the United Kingdom (OSUK) w 1985, na którym to prof. Ashton formalnie zaproponował utworzenie Royal College of Ophthalmologists. OSUK wydawało „Transactions of the Ophthalmological Societies of the United Kingdom" – jedno z najstarszych czasopism okulistycznych na świecie założone przez Williama Bowmana w 1881. Periodyk publikował zasadniczo zapisy przebiegu dyskusji i spotkań okulistów z różnych brytyjskich towarzystw. W celu dopasowania czasopisma do nowo powołanego gremium (Royal College of Ophthalmologists) zmieniono dotychczasową nazwę periodyku z „Transactions of the Ophthalmological Societies of the United Kingdom" na „Eye".
Pierwszym redaktorem naczelnym (ang. editor-in-chief) „Eye" był Peter Watson, następnie Ian Rennie, a w latach 2008–2017 funkcję tę pełnił Andrew Lotery (Watson i Lotery związani są z University of Southampton). Od 2018 redaktorem naczelnym czasopisma jest Sobha Sivaprasad związana z University College London oraz londyńskim Moorfields Eye Hospital.
Pismo ma współczynnik wpływu impact factor (IF) wynoszący 2,275 (2016) oraz wskaźnik Hirscha równy 77 (2017). W międzynarodowym rankingu SCImago Journal Rank (SJR) mierzącym wpływ, znaczenie i prestiż poszczególnych czasopism naukowych „Eye" zostało sklasyfikowane na 27. miejscu wśród czasopism okulistycznych (na podstawie średniej liczby ważonych cytowań w latach 2013–2015). W polskich wykazach czasopism punktowanych przez Ministerstwo Nauki i Szkolnictwa Wyższego czasopismo otrzymało kolejno: 25 pkt (2013–2014), 30 pkt (2015–2016) oraz 100 pkt (2019).
Czasopismo jest indeksowane w BIOSIS, Science Citation Index, Medline, OCLC, Google Scholar, bazach EBSCO oraz w Scopusie.